# Analiza toksykologiczna
Analiza toksykologiczna – zespół czynności mających na celu ustalić obecność i stężenie toksycznych związków chemicznych. Analiza toksykologiczna posługuje się wieloma technikami rozwiniętymi przez chemię analityczną.
W zależności od tego jakich organizmów dotyczy ta analiza wyróżnia się:
- humanotoksykologię - analiza organizmów ludzi
- zootoksykologię - analiza organizmów zwierząt
- fitotoksykologia - analiza organizmów roślin.

Trucizny oznacza się zarówno jakościowo, jak i ilościowo. Analiza toksykologiczna posługuje się prawie wszystkimi technikami rozwiniętymi przez chemię analityczną, oraz stosuje wypracowane do swoich potrzeb zestawy ich kombinacji.
Do najnowszych metod badania toksyczności środowiska należy analiza bioindykacyjna. Obserwuje się w niej efekty letalne i subletalne organizmów wskaźnikowych, np.: bakterii, glonów, pierwotniaków, skorupiaków, mchów, porostów i innych.